# テングクワガタ
テングクワガタ（天狗鍬形、学名：Veronica serpyllifolia subsp. humifusa）は、オオバコ科クワガタソウ属の多年草。ヨーロッパ原産で日本に帰化しているコテングクワガタを分類上の基本種とする亜種。別名、ハイクワガタ。
従来の分類体系である新エングラー体系、クロンキスト体系では、クワガタソウ属はゴマノハグサ科に含められていた。

## 特徴
茎は下部で枝分かれし、細長く地上を這って四方に広がる。節から細い根を出し、茎先が直立して高さは10-20cmになり、細かな毛が散生する。葉は無柄またはごく短い葉柄があり、茎の上部につく葉はやや茎を抱く。葉身は卵形または楕円形で長さ6-15mm、幅4-10mm、先端は円く、縁の鋸歯は不明瞭で少数あるかまたは全縁となる。葉の表面に3本の葉脈が目立つ。
花期は6-8月。茎の上部に細長い総状花序をつけ、10-20個の花を下方から順につける。花柄は長さ2-6mmになり、花軸とともに短毛と長い腺毛がまばらに生える。花柄の下に苞葉があり、長楕円形で花柄より短く、下方では対生する葉に移行する。萼は緑色で深く4裂し、萼裂片は長楕円形で長さ3mmになり、先は円い。花冠は径5-7mmで、深く4裂し、白色または淡青紫色で紫色の条があり、花冠下裂片は他の3裂片と比べ小さい。雄蕊は2個、雌蕊は1個ある。果実は蒴果となり、倒心形で平たく、長さ2.5-3mm、幅4mmで、先端はへこみ、胞背裂開する。種子は円盤状で多数ある。

## 分布と生育環境
日本では、本州（中部地方・東北地方）、北海道、南千島（国後島・色丹島）に分布し、低山帯上部から亜高山帯の谷沿いのやや湿った林縁などに生育する。世界では、千島列島、樺太、カムチャツカ半島のほか北半球の亜寒帯に広く分布する。

## 名前
和名テングクワガタの名前は、飯沼慾斎著の『草木図説』に出ており、その時代から名前が知られていたことがわかる。『草木図説』には、「実礎（子房）扁圓頭二起ニ𬼀（シテ）一柱。雄蕊二。花後実ヲ為スニ至ツテハ他ノクワガタサウト一般ノ形ヲナス。此種葉状他ノクワガタサウトハ大ニ異ナレドモ。ソノ花蕊実状ニアツテハ殆トソノ趣ヲ同シフス。故ニクワガタサウノ内ニ納ム」とある。
種小名（種形容語）serpyllifolia は、「イブキジャコウソウのような葉をもつ」の、亜種名 humifusa は、「地上に蔓延する」「地面にひろがった」の意味。

## ギャラリー

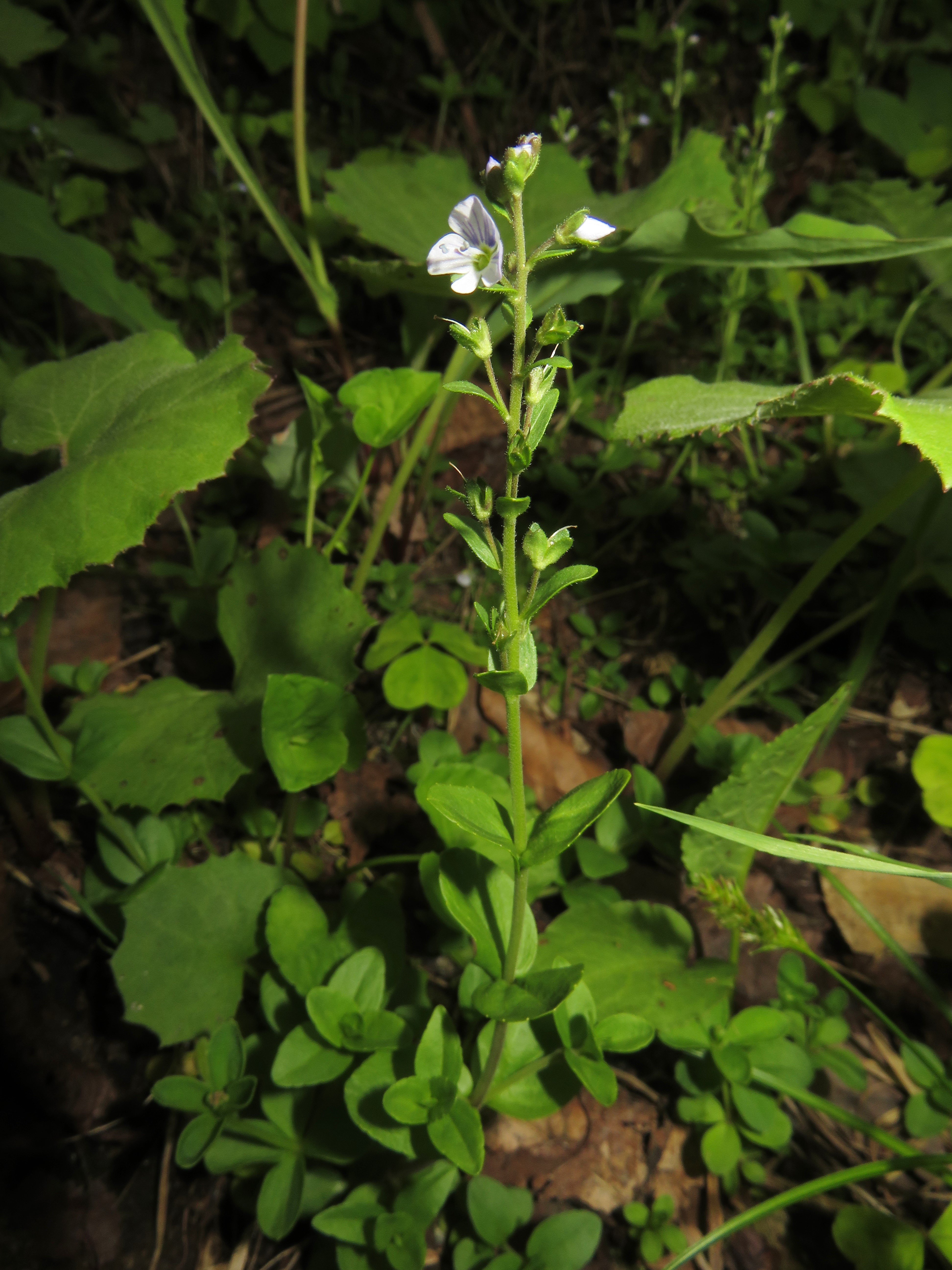
茎先は直立し、葉は対生する。
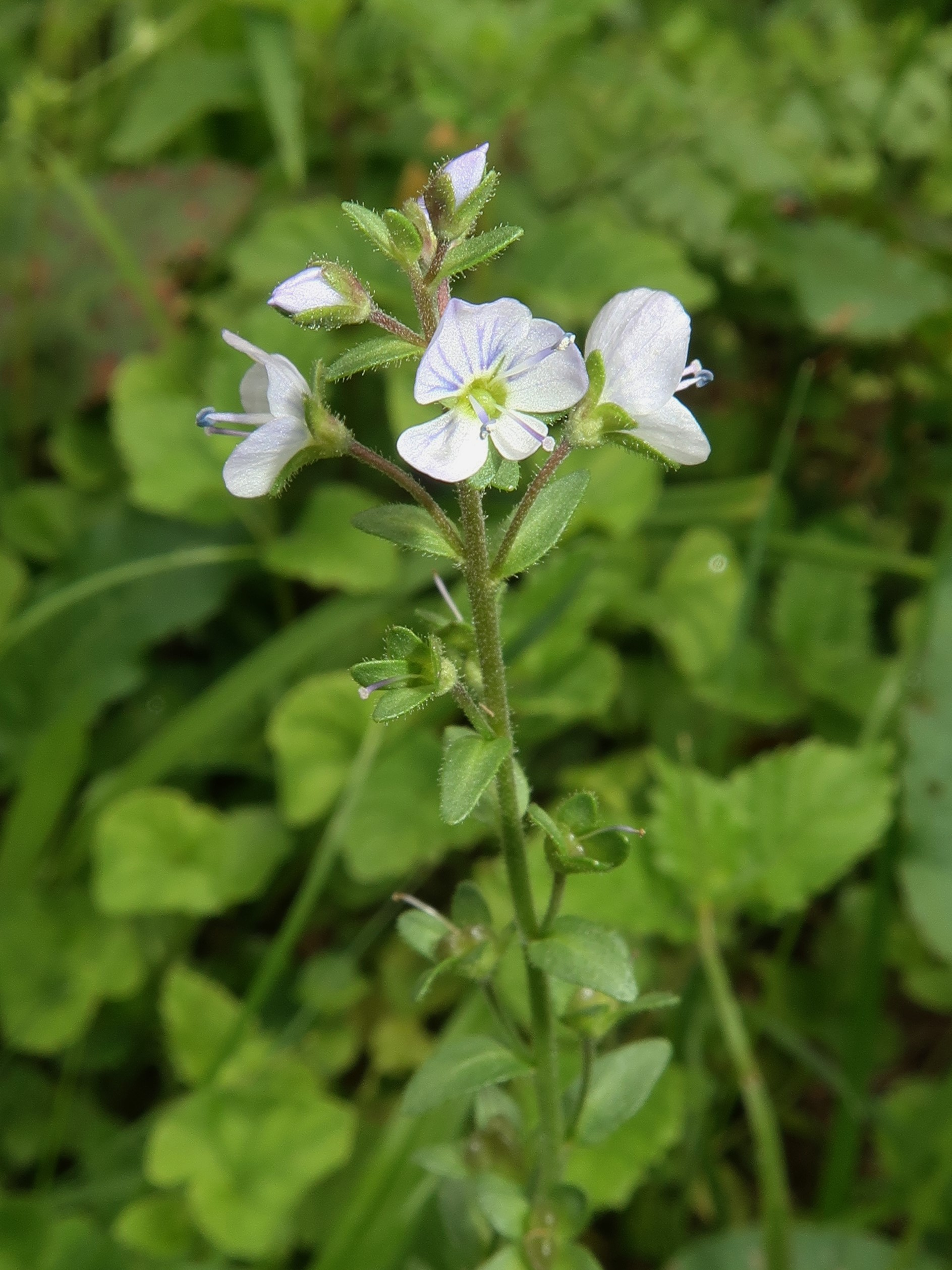
花柄、花軸ともに短毛と長い腺毛が生える。花冠は淡青紫色で紫色の条がある。
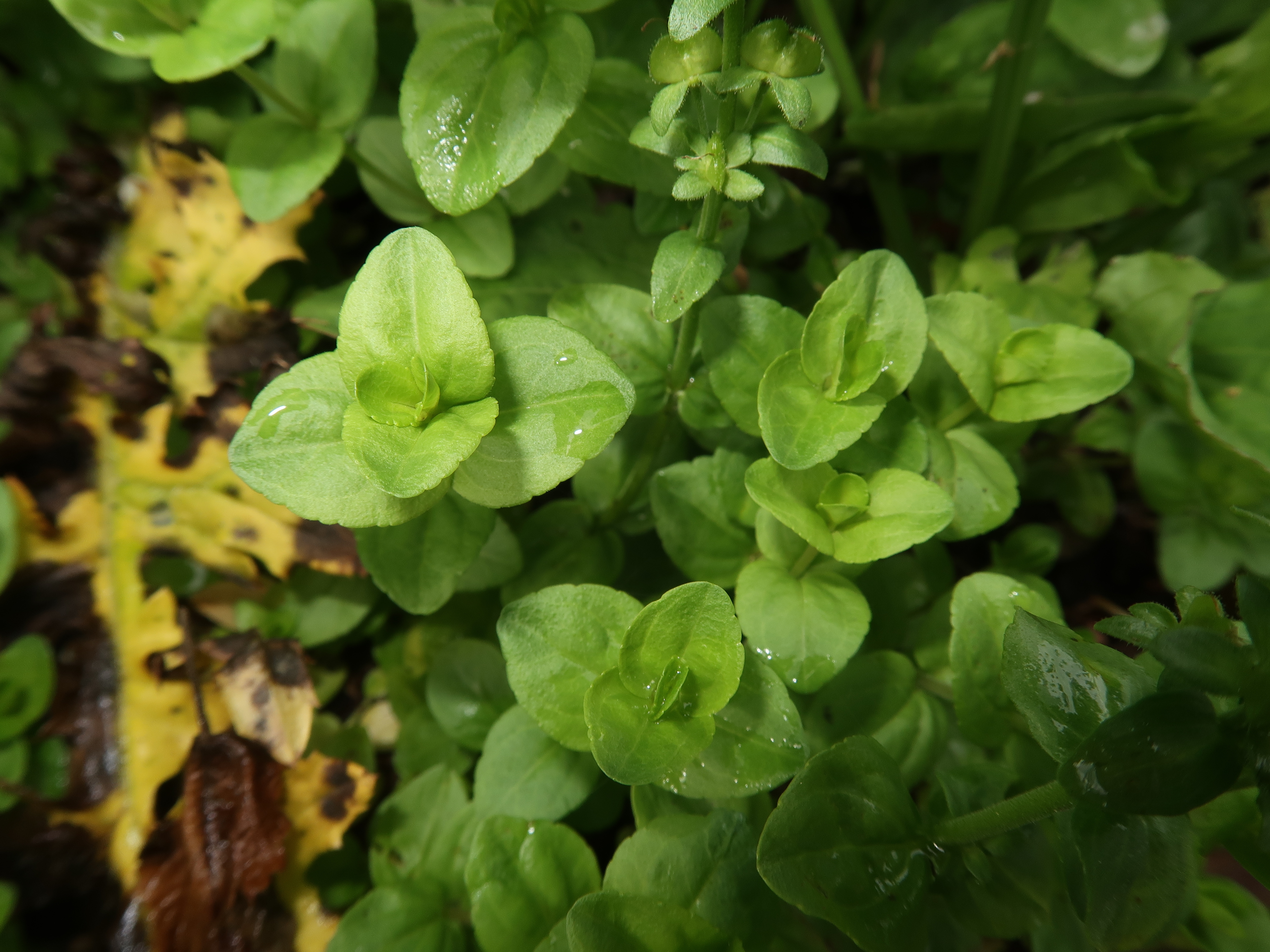
茎の下部と花序が立っていない株。

## 基本種
分類上の基本種は、ヨーロッパの低山地原産のコテングクワガタ  Veronica serpyllifolia L. subsp. serpyllifoliaである。亜種テングクワガタと比べて全体に小型で、花や果実が小さい。花軸や花柄に短毛があるが、長い腺毛はない。日本には北海道、本州に帰化している。

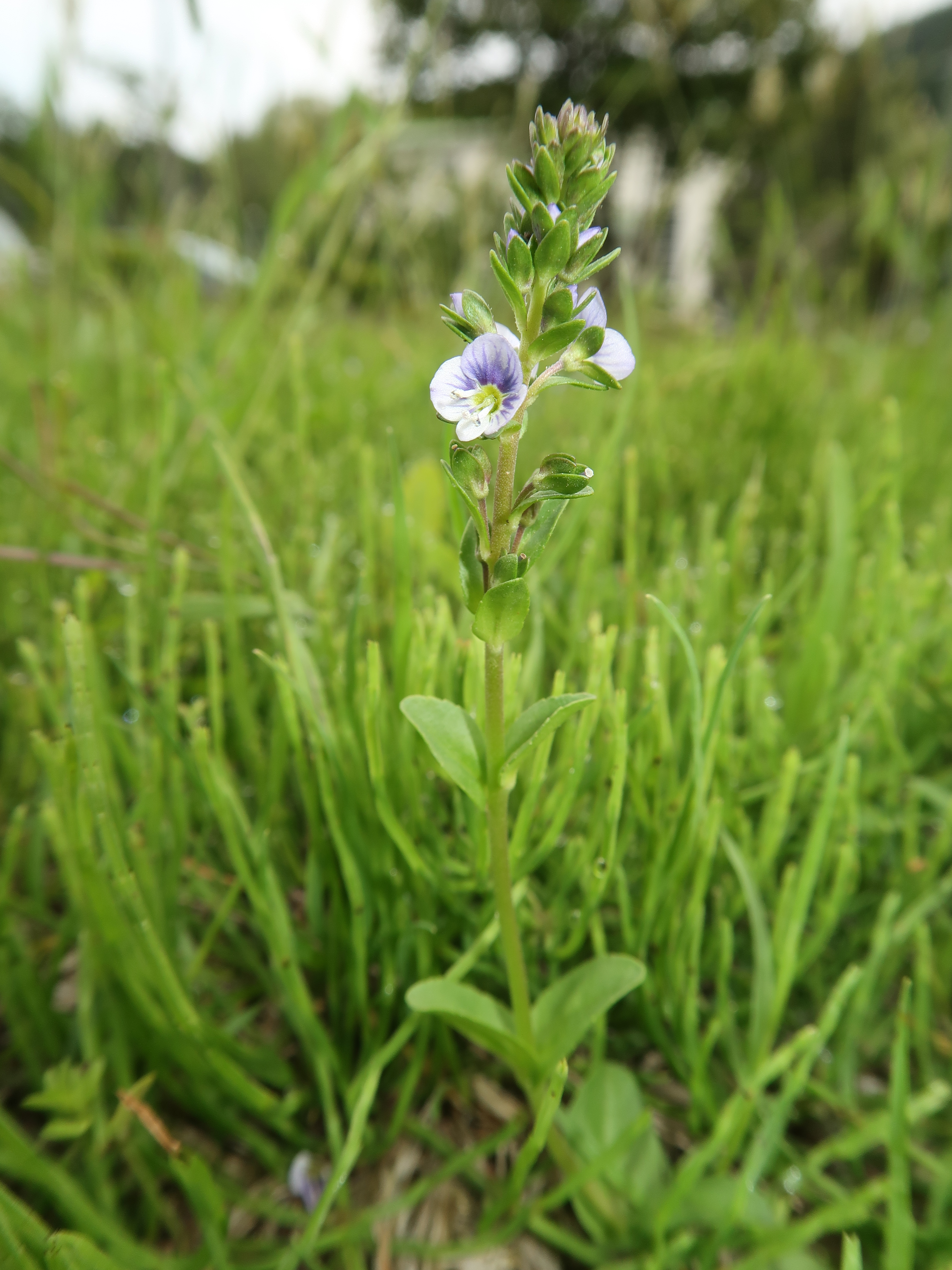
コテングクワガタ